# 시미즈 터널
시미즈 터널(일본어: 清水トンネル)은 군마현과 니가타현 사이에 있는 조에쓰선의 터널이다. 이름은 부근의 시미즈 고개에서 유래했다.
재래선인 조에쓰선에는 각각 단선인 시미즈 터널, 신시미즈 터널(일본어: 新清水トンネル) 2개가 있으며, 조에쓰 신칸센의 복선터널인 다이시미즈 터널(일본어: 大清水トンネル)까지 3개의 터널이 병행한다.
- 시미즈 터널 - 1922년 착공, 1931년 9월 1일 개통. 길이 9,702m.
- 신시미즈 터널 - 1963년 착공, 1967년 9월 28일 개통. 길이 13,500m.
- 다이시미즈 터널 - 1979년 완공, 1982년 11월 15일 개통. 길이 22,221m.

## 시미즈 터널

### 터널 건설 이전
시미즈 터널 건설 이전에는 간토 지방과 니가타를 잇는 철도는 다카사키역에서 우스이 고개를 넘어 나가노, 나오에쓰를 경유해야 했다. 이것이 신에쓰 본선으로, 우회 노선인데다 우스이 고개의 선로 사정이 열악하여 간토 지방과 니가타 간의 왕래가 매우 불편하였다. 1914년에는 반에쓰사이선이 개통하여 도호쿠 본선을 이용할 수 있게 되었지만, 우회 노선인 것은 마찬가지였다.

### 터널 건설
군마 현의 미나카미역과 니가타 현의 에치고나카자토역사이에 솟은 다니가와산의 중턱을 관통하여 7개의 터널을 뚫어야 했다. 다니가와산의 산체는 섬록암이 주를 이루는 경암층으로 이루어져 있어 공사는 전반적으로 순조롭게 이루어졌다. 군마 측, 니가타 측 양측에 루프선을 설치하여 도아이역과 쓰치타루역 사이의 시미즈 터널 길이를 최대한 단축했다.

### 개통 이후
니가타와 우에노 사이의 노선 거리가 98 km 단축되었으며, 선로 사정이 열악한 우스이 고개를 통과하지 않게 되었다. 이로 인해 운행 시간은 약 4시간 가까이 단축되어 니가타와 수도권 간의 교통 사정이 크게 향상되었다.
한편 시미즈 터널이 포함된 조에쓰선의 미나카미역 - 이시우치역 사이는 1931년 개업 당시부터 전철화되어 전기 기관차가 사용되었다. 이것은 증기 기관차를 사용하여 장대터널을 지날 경우 기관사, 화부가 매연에 의해 질식 사고를 당할 수 있기 때문이었다.
니가타 현을 잇는 장대 터널은 문화적으로도 주목을 끌었다. 터널 개통 후 가와바타 야스나리가 유자와정을 방문한 경험을 바탕으로 1935년부터 집필한 것이 유명한 『설국』이다. 소설 시작 부분의 「국경의 긴 터널」이 바로 시미즈 터널이다.

### 시게쿠라 신호장
신시미즈 터널 개통 이전에는 시미즈 터널의 중간 지점에 교행을 위해 시게쿠라 신호장 (일본어: 茂倉信号場)이 설치되어 있었다. 신호장의 명칭은 바로 위에 솟은 시게쿠라 산의 이름을 땄다. 신호장은 1943년 5월 15일에 설치되었으며 1984년 11월 1일에 폐지되었다. 현재에도 시설이 보존되어 있어 겨울에는 제설을 위한 보선 차량을 유치한다. 또한 신시미즈 터널에도 신호장을 설치하기 위한 공간이 존재하지만, 선로는 부설되어 있지 않으며 시게쿠라 신호장과도 연결되어 있지 않다.

## 신시미즈 터널
경제 성장으로 니가타로의 교통량이 증가하여 조에쓰선의 복선화가 실시되었다. 신시미즈 터널은 군마 측의 루프 터널 아래의 유비소역에서부터 도아이역을 지나, 쓰치타루역 앞에서 시미즈 터널과 거의 같이 지상으로 나오는 경로로 이루어져 있다.
도아이 역의 하행선 승강장은 신시미즈 터널 안에 설치되어 있어 길이 338m의 계단, 143m의 연결 통로로 지상의 역사와 연결되는 구조이다.
건설 과정에서 암반의 박리 현상이 다발하였고 유비소 역 부근을 시추하던 중 온천이 용출하는 등의 어려움이 있었지만, 기술의 발전으로 인하여 전체 공사 기간은 시미즈 터널의 절반밖에 걸리지 않았다.
신시미즈 터널의 완성으로 기존의 시미즈 터널은 도쿄 방면 전용, 신시미즈 터널은 니가타 방면 전용선으로 이용되고 있다.

## 다이시미즈 터널
신시미즈 터널에 이어 세번째로 굴착된 터널로, 조에쓰 신칸센의 조모코겐역과 에치고유자와역 사이에 있다. 1979년 1월 25일에 관통했다.
길이는 22,221m로, 당시 세계 최장이었던 스위스 철도의 심플론 터널 (19,823m)을 제치고 세계 최장의 철도 터널이 되었다. 이 기록은 이후 1983년 1월 세이칸 터널의 관통으로 깨지게 되며, 산악 철도 터널로 한정하면 2000년 9월 이와테이치노헤 터널의 관통 시점까지 기록을 보유하고 있었다.
터널 굴착으로 인하여 에치고유자와 온천, 미나카미 온천의 수량이 감소하고 원천이 고갈되는 문제가 발생하여 이후 보상으로 원천 집중 관리 시스템의 설치와 신규 원천의 개발이 수행되었다. 관통 직전이었던 1979년 3월 20일 오후 9시 40분경, 군마현 측으로부터 7.3 km 지점에서 굴착기 해체 도중에 화재가 발생하여 16명이 사망하였다.
다이시미즈 터널의 중간에서부터 니가타 방향으로 에치고유자와 역을 지나 시오자와 (塩沢) 터널에 걸친 긴 내리막 구간을 이용하여 영업 최고 속도 275 km/h 운전이 일부 니가타 행 열차에만 실시되었던 시기가 있었다. 이것은 산요 신칸센에서 영업 최고 속도 300 km/h 운전이 이루어지기까지 일본 최고 속도의 영업 운전이었다.